# Кибет, Уилсон
Уилсон Кибет — кенийский бегун на длинные дистанции, который специализировался в марафоне. Трёхкратный победитель Дубайского марафона в 2000-2002 годах. Победитель полумарафона Route du Vin 2005 года с результатом 1:02.19.

## Достижения
- 13-е место на Амстердамском марафоне 2000 года — 2:16.01
- 5-е место на Лос-Анджелесском марафоне 2004 года — 2:15.15
- Победитель Энсхедского марафона 2003 года — 2:11.38
- 9-е место на Гамбургском марафоне 2005 года — 2:14.46
- Победитель Антверпенского марафона 2007 года — 2:16.37